# Södersysslets domsaga
Södersysslets domsaga var en domsaga i Värmlands län. Den bildades 1830 genom utbrytning ur Västersysslets domsaga. Ur domsagan utbröts 1875 Nordmarks domsaga. Domsagan upplöstes 1971 i samband med tingsrättsreformen i Sverige och överfördes då till Arvika tingsrätt och dess domkrets.
Domsagan ingick från 1963 i Hovrätten för Västra Sverige och innan dess i Svea hovrätts domkrets.

## Härader
Domsagan omfattade:
- Näs härad
- Gillbergs härad

till 1875
- Nordmarks härad

## Tingslag
- Nordmarks tingslag till 1875
- Gillbergs tingslag till 1948
- Näs tingslag till 1948
- Södersysslets tingslag från 1948

## Häradshövdingar
- 1830–1872 Anders Örtendahl
- 1875–1908 Johan Victor Adlers
- 1908–1939 Carl Otto Herman Wistrand
- 1943–1965 Otto Henrik Lindvall
- 1965–1969 Gösta Grevillius